# Comuna de Ćmielów
Ćmielów (polaco: Gmina Ćmielów) é uma gminy (comuna) na Polónia, na voivodia de Santa Cruz e no condado de Ostrowiecki. A sede do condado é a cidade de Ćmielów.
De acordo com os censos de 2004, a comuna tem 7942 habitantes, com uma densidade 67,5 hab/km².

## Área
Estende-se por uma área de 117,7 km², incluindo:
- área agricola: 63%
- área florestal: 31%

## Demografia
Dados de 30 de Junho 2004:
|                      | Total   | Total | Mulheres | Mulheres | Homens  | Homens |
| -------------------- | ------- | ----- | -------- | -------- | ------- | ------ |
|                      | pessoas | %     | pessoas  | %        | pessoas | %      |
| População            | 7942    | 100   | 4068     | 51,2     | 3874    | 48,8   |
| Densidade (pop./km²) | 67,5    | 100   | 34,6     | 34,6     | 32,9    | 32,9   |

De acordo com dados de 2005, o rendimento médio per capita ascendia a 1492,73 zł.

## Comunas vizinhas
- Bałtów, Bodzechów, Opatów, Ożarów, Sadowie, Tarłów, Wojciechowice